# 柱史坊
柱史坊位于中国江苏省泰州市海陵区泰山公园东南隅、泰山桥西侧，原为明代隆庆进士、监察御史蒋科为其父蒋行请封而建，位于城中升仙桥南，1951年被移至现址并改作烈士塔前牌坊，中间石板上的“柱史”二字被改成“永垂不朽”，后为配合泰山岳庙的建设，正反两面又被重新改成“精忠报国”和“气壮山河”。
该建筑为三间四柱式石牌楼，以同粗的抹角方形柱承托庑殿顶楼屋面，中部宽脊上安宝瓶，总高约6米，宽7.8米，中门宽约3米，边门宽约1.4米，因中门立柱两侧前后的须弥座上以回民骑狮子的形象作倚柱石支撑（造型极为罕见，被认为与蒋科的回族出身及其在甘肃地区任职的经历有关），又被俗称为回子牌坊，倚柱石在移建时已被拆下，现散置在牌楼内侧的道路两旁。